# Абутбуль, Алон
Ало́н Мо́ни Абу́тбуль (ивр. אלון מוני אבוטבול‎; 28 мая 1965, Кирьят-Ата, Израиль — 29 июля 2025, Ха-Боним, Израиль) — израильский актёр и режиссёр. Известен благодаря ролям в израильских и международных фильмах и телесериалах.

## Биография
Алон Абутбуль родился 28 мая 1965 года в городе Кирьят-Ата, Израиль, в еврейской семье с египетскими и алжирскими корнями. Окончил художественную школу Тельма Йеллин в Гиватаиме в 1983 году. После окончания школы начал свою актёрскую карьеру в израильском кино.

## Карьера
В 1983 году дебютировал в фильме «Hapnimiyah». В 1986 году сыграл главную роль в фильме «Shtei Etzbaot Mi’Tzidon» («Два пальца от Сидона»), за которую получил премию «Лучший актёр» на Иерусалимском кинофестивале.
В 1988 году снялся в израильском фильме «Makom L’Yad Hayam» и американском боевике «Рэмбо III» вместе с Сильвестром Сталлоне.
В 2000 году был признан «Актёром десятилетия» на Хайфском международном кинофестивале.
В 2003 году сыграл в израильском фильме «Трагедии Нины» (Nina’s Tragedies), за роль в котором получил премию «Офир» как лучший актёр второго плана.
В 2005 году снялся в фильме Стивена Спилберга «Мюнхен». В 2008 году сыграл в американском фильме «Совокупность лжи» (Body of Lies) режиссёра Ридли Скотта, где его партнёрами были Леонардо ДиКаприо и Рассел Кроу.
В 2012 году исполнил роль доктора Леонида Павела в фильме Кристофера Нолана «Тёмный рыцарь: Возрождение легенды» (The Dark Knight Rises).
Также снимался в фильмах «Падение Лондона» (2016), «Сентябрь Шираза» (2015), «Неоспоримый 4» (2017) и других.

## Личная жизнь и смерть
Абутбуль проживал в Лос-Анджелесе, Калифорния, вместе со своей партнёршей Шир Билей. У пары четверо детей.
Скончался на израильском пляже Хоф-А-Боним 29 июля 2025 года, потеряв сознание. Реанимационные мероприятия не спасли его.

## Избранная фильмография
- 1983 — Hapnimiyah
- 1986 — Shtei Etzbaot Mi’Tzidon
- 1988 — Makom L’Yad Hayam
- 1988 — Рэмбо III (Rambo III)
- 2001 — Тайна ордена (The Order)
- 2003 — Трагедии Нины (Nina’s Tragedies)
- 2005 — Мюнхен (Munich)
- 2007 — Бофор (Beaufort)
- 2008 — Совокупность лжи (Body of Lies)
- 2012 — Тёмный рыцарь: Возрождение легенды (The Dark Knight Rises)
- 2015 — Сентябрь Шираза (Septembers of Shiraz)
- 2016 — Падение Лондона (London Has Fallen)
- 2017 — Неоспоримый 4 (Boyka: Undisputed)
- 2018 — Точка невозврата (Beirut)
- 2021 — Мейер Лански (Lansky)